# Электронно-дырочные лужи в графене
Электронно-дырочные лужи (англ. electron-hole puddles) в графене формируется вблизи точки электронейтральности. Они представляют собой локальное изменение концентрации отрицательно заряженных носителей (электронов) и положительно заряженных (дырок) квазичастиц и возникают из-за неоднородного распределения заряженных примесей в подложке, а также локального изменения плотности состояний, например, из-за дефектов или деформации решётки и др. причин. В целом заряд графена в точке электронейтральности равен нулю, то есть количество электронов и дырок совпадает, однако их концентрации зависят от координат. На границе между электронными и дырочными областями формируются p-n переходы. Так как запрещённая зона графена равна нулю, ток через такой переход не равен нулю, и материал остаётся проводящим при любой температуре.

## Влияние подложки
Качество подложки и количество примесей в ней сильно влияют на уровень беспорядка в графене: на концентрацию носителей в электронно-дырочных лужах и их размеры. Первые образцы графена были сделаны на подложке окисленного кремния, не отличающегося чистотой, благодаря чему флуктуации концентрации достигали 1012 см-2. Размеры луж, локальное положение дираковской точки были измерены с помощью одноэлектронного транзистора чувствительного к локальному заряду.
В более поздних реализациях графеновые образцы переносились на чистые гладкие подложки из гексагонального нитрида бора, что позволило частично избежать флуктуирующего потенциала и глубина луж существенно уменьшилась. Это привело к получению существенно более высоких подвижностей носителей.